# Betung II
Betung II is een bestuurslaag in het regentschap Ogan Ilir van de provincie Zuid-Sumatra, Indonesië. Betung II telt 1559 inwoners (volkstelling 2010).